# Paul Bourfeind
Peter Paul Theodor Bourfeind (* 22. Dezember 1886 in Solingen; † 19. Juni 1968 in Köln) war ein deutscher Lehrer, Autor und Kulturaktivist.

## Biographie
Paul Bourfeind wurde 1886 als Sohn von Johanna Sophia, geborene Driessen, und des Küchenmeisters Konstantin Bourfeind in Solingen geboren; 1890 zog die Familie nach Köln. Sein Bruder war der spätere Journalist Erich Bourfeind. Der überzeugte Katholik besuchte das Apostelgymnasium in Köln bis zum Abitur im Jahre 1907 und legte 1911 das Erste Staatsexamen für den Lehrerberuf ab. 1912 heiratete er in Köln Anna Elise Vogt. Von 1913 bis 1922 studierte er Philosophie, Germanistik, Geschichte, Kunstgeschichte und Latein an der Universität in Bonn und schloss sein Studium mit der Promotion (Die gesellschaftlichen Umschichtungen im socialen Roman zwischen 1830 und 1850) ab. Von 1922 bis 1945 war er als Studienrat am Realgymnasium in Köln-Lindenthal tätig, wo er schon ab 1913 unterrichtet hatte. 1919 wurde er Mitglied der SPD und saß von 1922 bis 1924 im Rat der Stadt Köln, wo er sich vor allem zur Schulpolitik äußerte.
Bourfeinds literarische Anfänge wurden 1908 im Musenalmanach Bonner Studenten publiziert; der Wissenschaftler Martin Hollender wertete diese als „traditionellen Heimatkitsch“, der „keine Hoffnungen auf dichterische Klasse erweckt“ habe. Auch in späteren Jahren erschienen Gedichte mit „unbedeutenden Harmlosigkeiten“ („aufwachende Vöglein, blühende Rosen“), andererseits schrieb er Theaterstücke wie den Völkerfrühling, das 1921 in Köln uraufgeführt wurde. Es war „Sozialisten aller Länder gewidmet“ und „hart an der Grenze zur Staatsfeindlichkeit“, weil es eine „Anklage gegen die kapitalistische Weltordnung“ sein sollte – wie ein Kritiker im Literarischen Echo schrieb.
Bourfeind befasste sich Anfang der 1920er Jahre bei der Rezension „Politischer Broschüren zur religiösen und sittlichen Erneuerung“ u. a. mit dem Bericht Die „Neue Schar“ in Thüringen des Erfurter Pfarrers Adam Ritzhaupt. Er fand die dort enthaltenen Einblicke in das Verhalten von Jugendlichen  aufschlussreich und ließ in sein Fazit das Unternehmen des Vertreters der deutschen Lebensreform- und Jugendbewegung Muck-Lamberty einfließen: „Jugendbewegung und sexuelle Frage spiegelt sich im Fall Muck-Lamberty nicht nur in einem Sonderfall, sondern ist darüber hinaus Symptom für die sexuelle Krisis unserer Zeit und läßt auch einen Schluß auf die religiösen Strömungen in der Jugendbewegung zu“.
Die Essener Kulturzeitung Hellweg druckte seine Lobpreisungen linker Theaterstücke und sowjetischer Massenaufführungen nur widerwillig und distanzierte sich im Vorwort vom politischen Inhalt seiner Texte.
Bourfeind war in Köln Leiter des Theaters der Werktätigen im Theater am Friesenplatz sowie Vorsitzender der Freien Volksbühne, die das Theater betrieb. Von 1922 bis 1924 organisierte er die Rheinischen Literatur- und Buchwochen, die er selbst initiiert hatte. Er wirkte von 1922 bis 1928 als Mitherausgeber beim Deutschen Theaterjahrbuch mit und war Mitherausgeber der Rheinischen Sammlung. Auch saß er neben prominenten Bürgern wie Carl Duisberg, Max Clouth, Josef Haubrich und Alfred Neven DuMont im Ausschuss der Wallraf-Richartz-Gesellschaft. Er engagierte sich für mittellose Autorenkollegen mit der Idee zu einem genossenschaftlichen Autorenzusammenschluss. Während dieser Jahre unternahm der offenbar finanziell gut gestellte Bourfeind ausgedehnte Studienfahrten nach Spanien, Island, Spitzbergen, Nordafrika und in die Türkei. Er besaß ein Automobil, was 1920 auch in vermögenden Kreisen nicht die Regel war, und schrieb ein Gedicht über seine Impressionen bei Autotouren („Im Motor schnurrt die Zeit ihr Lied [...]“).
In seiner Villa in Köln-Lindenthal führte Bourfeind einen literarischen Salon und empfing dort unter anderen Thomas Mann und Alfred Döblin. Er war gut bekannt mit dem Fotografen August Sander, dessen Sohn Erich sein Schüler am Realgymnasium war, wie auch der spätere Kunstprofessor Gottfried Brockmann und der Publizist Leo Fritz Gruber. 1923 machte August Sander ein Porträtfoto von ihm, das später das erste Bild in der Sander-Sammlung von Gruber wurde. Anlässlich einer Geburtstagsfeier für Bourfeind notierte Gruber: „Die ihn als Redner hörten, werden ihn nicht vergessen, kennen sein schwarzes Haar, seinen dunklen Bart und seine hellen, blauen, in Ekstase funkelnden Augen.“
1926 legte Paul Bourfeind alle öffentlichen Ämter nieder und trat 1929 aus der SPD aus. Was ihn dazu veranlasste, ist nicht bekannt. Hollender vermutet, er habe sich als „Individualist und verkanntes Genie“ verstanden, dem die ihm zustehende Anerkennung versagt worden sei. 1933 machte er eine politische Kehrtwendung – möglicherweise ausgelöst durch eine Hausdurchsuchung wegen seiner früheren sozialistischen Gesinnung – und trat zum 1. Mai des Jahres der NSDAP bei (Mitgliedsnummer 3.501.957). Hatte er sich noch 1920 gegen Judenfeindlichkeit gewandt („Der Rassenhass ist oft der Deckmantel niedrigster Instinkte“), pries er nun in seinen Texten etwa den „germanischen Bauern“.
1946 wurde Bourfeind vorzeitig pensioniert. Seine Versuche in den folgenden Jahren, Verleger für seine Werke zu finden, schlugen in der Regel fehl. Einem Brief an den Schriftstellerkollegen Johannes Tralow ist zu entnehmen, dass er unter finanziellen Problemen litt. 1961 wurde er mit dem Erzählerpreis des Westdeutschen Autorenverbandes ausgezeichnet.
Bourfeind starb 1968 verwitwet im Alter von 81 Jahren in seiner Wohnung in Köln-Lindenthal. Sein umfangreicher schriftlicher Nachlass befindet sich seit 1983 im Historischen Archiv der Stadt Köln und ist weitgehend unerschlossen, wie auch sein Lebensweg wenig erforscht ist.

## Werke
- 1919 Matthias Dreibuchen. Schauspiel.
- 1920 Monsieur de Paris. Drama.
- 1921 Der Ketzer. Drama. Uraufführung in Köln.
- 1921 Niederrhein, Gedichte.
- 1921 Völkerfrühling. Schauspiel.
- 1922 Floeduse. Gedichte.
- 1923 Wir Wanderer in der Höhe. Gedichte.
- 1923 Der Schrecken von Paris. Skizzen.
- 1924 Der Vikar von Offermannsheide. Roman.
- 1925 Gedanken zu einem Festspiel.
- 1929 Erziehung zum Erlebnis und Verständnis der Kunst.
- 1930 Von der Tragik des Lehrerberufes.
- 1931 Lausbubenweihnacht. Spiel mit Musik.
- 1931 Die lebendige Bibliothek.
- 1935 Deutsche Weihnacht, Hörspiel.
- 1938 Peter Ommerborn. Roman.
- 1939 Des Lebens Licht. Gedichte und Erzählungen.
- 1964/65 Chinesische Legendenspiele.